# Kernbeil
Kernbeile sind Geräte aus Feuerstein, die hauptsächlich in Nordwesteuropa während des Mesolithikums und (mit abnehmender Tendenz) des Frühneolithikums in Gebrauch waren.

## Herstellung
Wie der Name schon impliziert, handelt es sich bei Kernbeilen um Kerngeräte, d. h., sie wurden durch gezielte Schläge aus einer Feuersteinknolle herausgearbeitet. Von der Knolle wurden dabei zunächst größere Stücke abgeschlagen, um die Rohform zu erhalten. Diese wurde dann durch immer feinere Schläge in die endgültige Form gebracht.

## Gebrauch
Wie archäologische Funde zeigen, wurden Kernbeile quer geschäftet, d. h., die Schneide verlief quer zum Stiel wie bei einer Dechsel. Diese Schäftung sowie Gebrauchsspuren deuten darauf hin, dass sie zum Bearbeiten von Holz verwendet wurden.

## Verbreitung
Die ältesten Kernbeile aus Dänemark stammen von der mesolithischen Maglemose-Kultur. Im späteren Verlauf des Mesolithikums werden sie allmählich von Scheibenbeilen abgelöst. In den Inventaren der frühneolithischen Trichterbecherkultur sind sie nur noch vereinzelt zu finden. So kamen bei Ausgrabungen am frühneolithischen Fundort Siggeneben-Süd 55 Scheibenbeile, jedoch nur fünf Kernbeile zutage.